# Довженко Валентина Андріївна
Валентина Андріївна Довженко (нар. 1 січня 1957, тепер Російська Федерація) — українська радянська діячка, агроном колгоспу «Комунар» Синельниківського району Дніпропетровської області. Депутат Верховної Ради УРСР 11-го скликання.

## Біографія
Освіта вища. Закінчила Харківський сільськогосподарський інститут імені Докучаєва.
З 1974 року — робітниця навчального господарства «Комуніст» Харківської області.
З 1980 року — агроном колгоспу «Комунар» села Кислянка Синельниківського району Дніпропетровської області.
Потім — на пенсії в селі Кислянка Синельниківського району Дніпропетровської області.

## Нагороди
- ордени
- медалі